# Renato Fabrizi
Renato Benedetto Fabrizi (Osimo, 31 ottobre 1910 – Larino, 29 aprile 1937) è stato un antifascista italiano.
Aderì ben presto agli ideali comunisti, fu più volte manganellato dai fascisti locali ed arrestato. Subì due condanne al confino politico che scontò nel 1932 sull'isola di Lipari  e, nel 1936, a Bonefro.  Condannato per attività sovversiva, poiché fu fondatore della cellula comunista denominata "Banda Ragno" operante ad Osimo tra il 1930 e il 1932. Morì al confino il 29 aprile 1937 presso l'ospedale di Larino, a causa delle vessazioni subite dai fascisti, aggravate da fattori ambientali.

## Biografia

### Prime attività politiche
Fin dalla sua prima giovinezza dette prova di seguire i principi socialisti del padre Giuseppe e del fratello Armando, ma contrariamente al genitore, che subisce due condanne, dalle quali venne comunque assolto, Renato fino al 1931 è incensurato. La sua cultura non era tale da potergli permettere di tenere conferenze, ma amava molto la lettura. Secondo il Commissario di Pubblica Sicurezza, che stese la relazione per la schedatura, Renato accomunò lettere a pubblicazioni sovversive, tenendosi sempre comunque al corrente sugli sviluppi della politica in Unione Sovietica. Questa sua passione gli conferì un certo ascendente sui compagni, la cui istruzione era sicuramente più limitata. Non fece mai mistero delle proprie convinzioni politiche, neanche all'avvento del fascismo. Per questo motivo venne più volte bersagliato e malmenato, non potendo disporre in aggiunta di una solida corporatura.

### Condanna a Lipari
Dalla data della sentenza, 11 gennaio 1932, Fabrizi e compagni restarono nella carceri di Ancona per un mese circa. Il 12 febbraio dall'ufficio del Ministro dell'interno, venne comunicato ai reclusi Fabrizi, Verdolini e Vigiani, la sede del domicilio coatto: l'isola delle Eolie, Lipari (Telegramma Min. Int. n.3238). Renato Fabrizi venne condotto sull'isola il 21 marzo 1932. Lipari fu una colonia penale per detenuti politici al confino politico di primo piano, come lo erano Ponza, Ventotene, Ustica, etc. In quel palmo di terra, transitarono pure personaggi come Ferruccio Parri, Emilio Lussu, Francesco Fausto Nitti e Carlo Rosselli.

Dall'imputazione fu sollevato l'11 febbraio 1933, quando sarà già rientrato nella sua Osimo, essendo stato nel frattempo prosciolto dal confino di polizia in occasione dell'amnistia per il decennale della Marcia su Roma.

### Nuova condanna
Non appena rientrato ad Osimo iniziò a frequentare i suoi vecchi compagni, sospetti per il loro passato politico. Il 25 luglio 1936 viene di nuovo arrestato dalla Milizia con l'accusa di «aver in pubblico manifestato idee sovversive, approvando l'attuale movimento comunista spagnolo» e per questo suo ideale appoggio al movimento repubblicano spagnolo, viene condannato nuovamente al confino politico. La destinazione scelta questa volta è Bonefro. 

Le modestissime condizioni di vita, il clima molisano, le percosse dei suoi carcerieri e questa condizione di abbandono, di sicuro isolamento e di speranze fugate, fu il prologo del compimento della tragedia che lo accompagnerà negli ultimi mesi di vita.
Il 21 marzo 1937 venne disposto il suo ricovero presso il vicino ospedale di Larino. Renato Benedetto Fabrizi cessò la sua esistenza in quell'ospedale, lontano dalla sua terra e dai suoi cari il 29 aprile 1937.
Inizialmente la sua salma fu tumulata nel cimitero della cittadina molisana, per essere trasferita ad Osimo dopo la Liberazione. Le sue spoglie giacciono nella tomba monumentale dedicata ai partigiani osimani caduti, nel cimitero di Osimo.
In sua memoria è stato istituito il Premio Nazionale ANPI "Renato Benedetto Fabrizi", un riconoscimento a cadenza annuale istituito dalla sezione ANPI di Osimo in provincia di Ancona, assegnato a persone che abbiano partecipato alla lotta di liberazione o alla loro memoria e a persone che, nel quadro della loro attività, si siano distinte nel campo dell'editoria, della ricerca storica, della multimedialità su argomenti attinenti all'antifascismo, la Resistenza, la Costituzione e i diritti umani.